# Odbojová skupina S21B
Skupina S21B byla ilegální, protinacistická odbojová skupina působící v oblasti Jestřebích hor. Byla také jednou z podpůrných organizací výsadkové operace Silver A. Tato odbojová skupina vznikla ze sokolské skupiny OSVO (Jindra). Působila v letech 1941–1942. Celá tato skupina je nejvíce spojena s osobností Jiřího Potůčka "Tolara". Označení skupiny vzniklo ze spojení slov S Satran; pořadové číslo 21; B Bohdašín.

## Historie S21B
Z žádných dostupných zdrojů není možné doložit přesné datum vzniku odbojové skupiny. Je jisté, že tato skupina působila již na počátku roku 1942. Celá frakce pod vedením Josefa Schejbala, učitele z Malých Svatoňovic, vznikla pro několik účelů. Doručovat vzkazy, shánět a pašovat zbraně nebo nalézat úkryty. Jeden z hlavních úkolů bylo být podpůrnou skupinou pro výsadkovou operaci Silver A. Většina členů této skupiny byla učiteli. Dále se však v této skupině angažovali také odborníci na telekomunikaci, nebo strojvedoucí, ti byli důležití pro předávání zpráv.

### Členové odbojové skupiny
Josef Schejbal, Stanislav Prouza, Ladislav Satran, Miloslav Hampl, Zdeňka Satranová, Karel Kábrt, Josef Klikar, Josef Geisler, Antonín Burdych st., Jaroslav Merta, Josefa Burdychová Václav Hejna, Milada Burdychová, Jaroslav Vokatý, Karel Ježek, Karel Nesnídal, Jaroslav Falta, Cyril Ondrák a další.

Někteří ze členů odbojové skupiny S21B
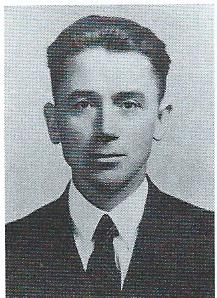
Josef Schejbal
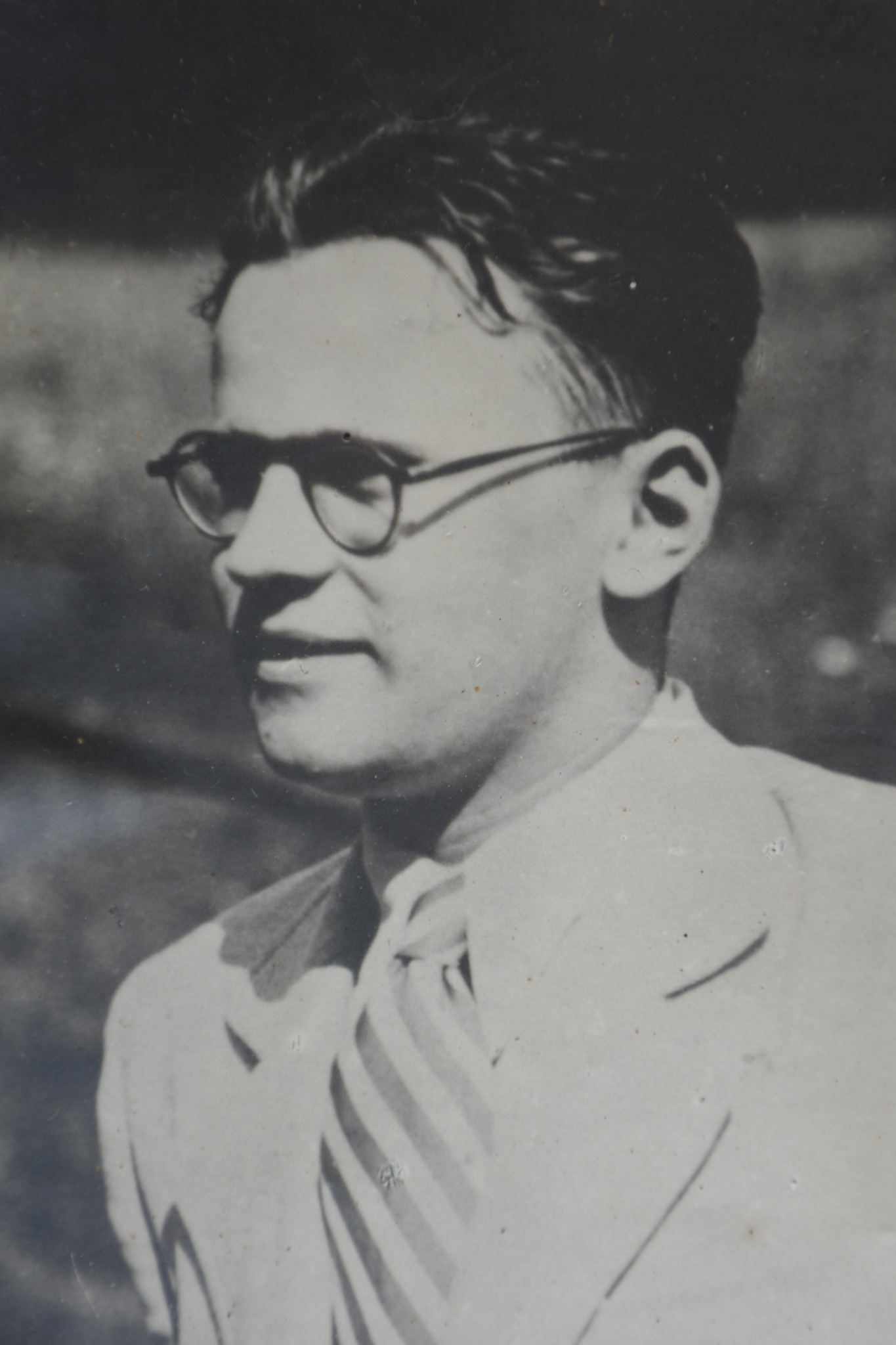
Stanislav Prouza
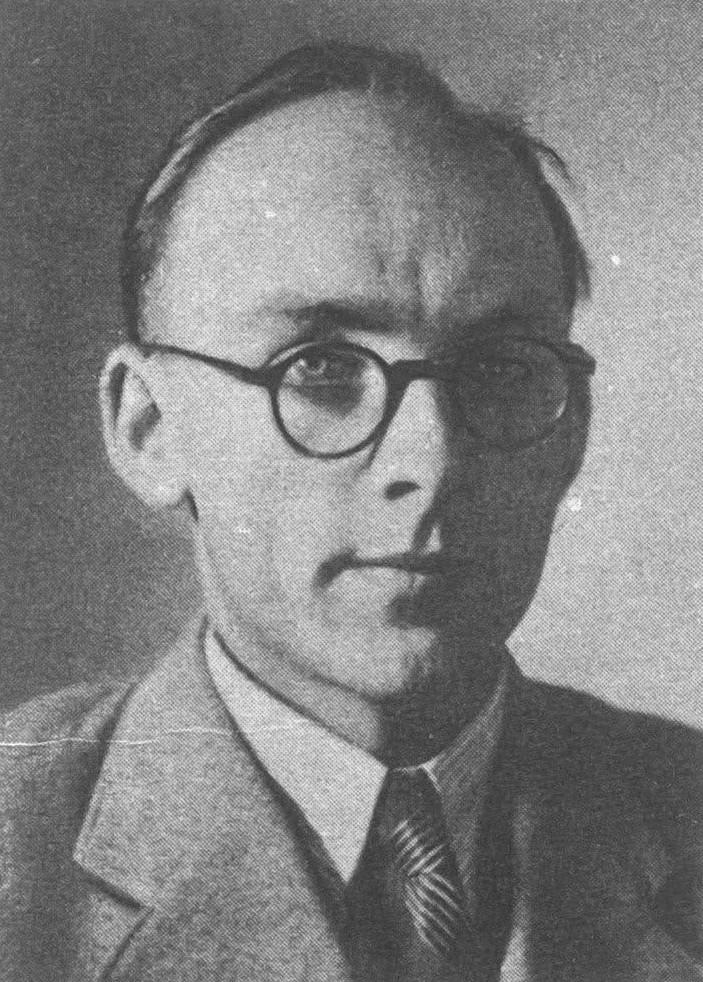
Ladislav Satran
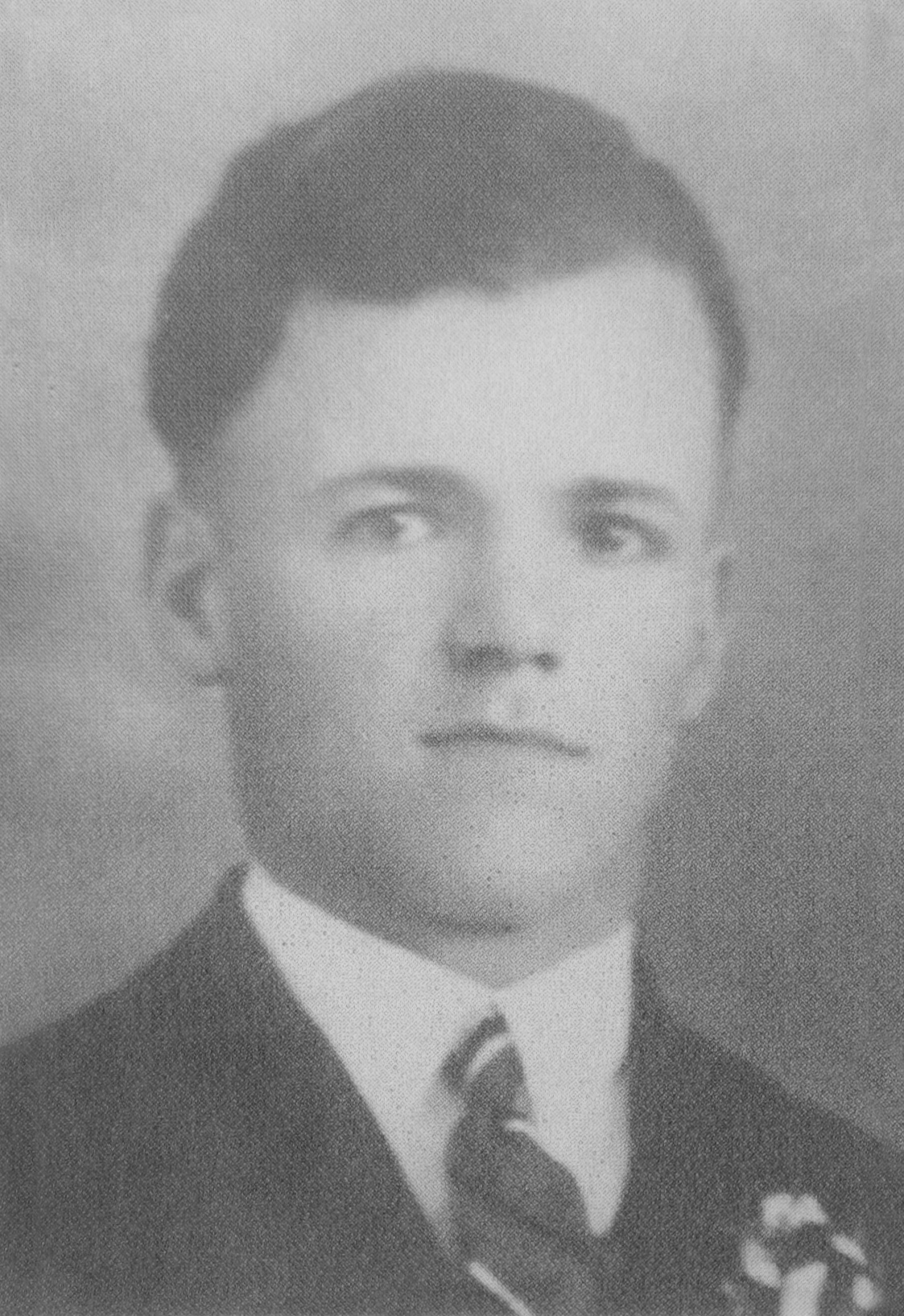
Miloslav Hampl
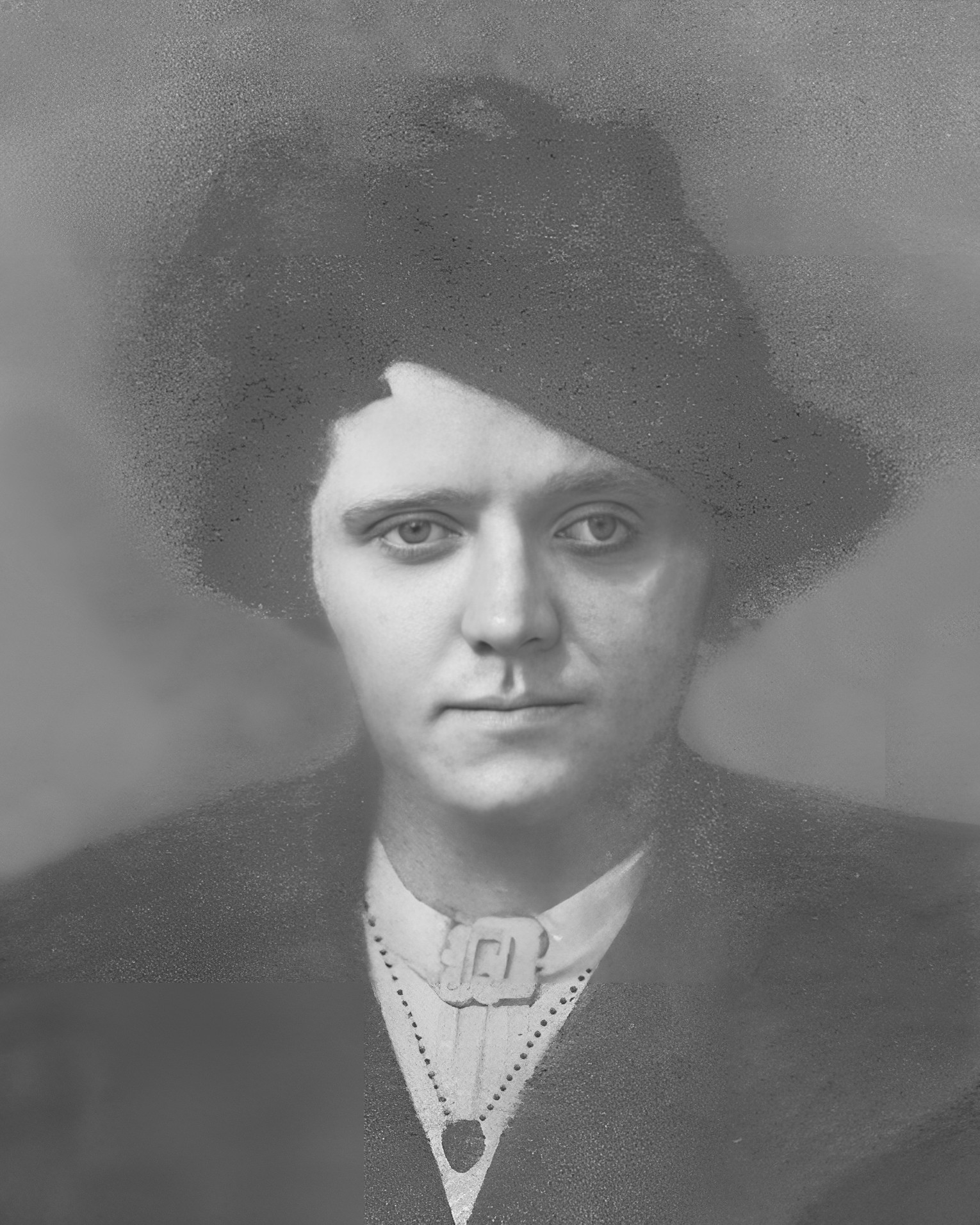
Zdeňka Satranová
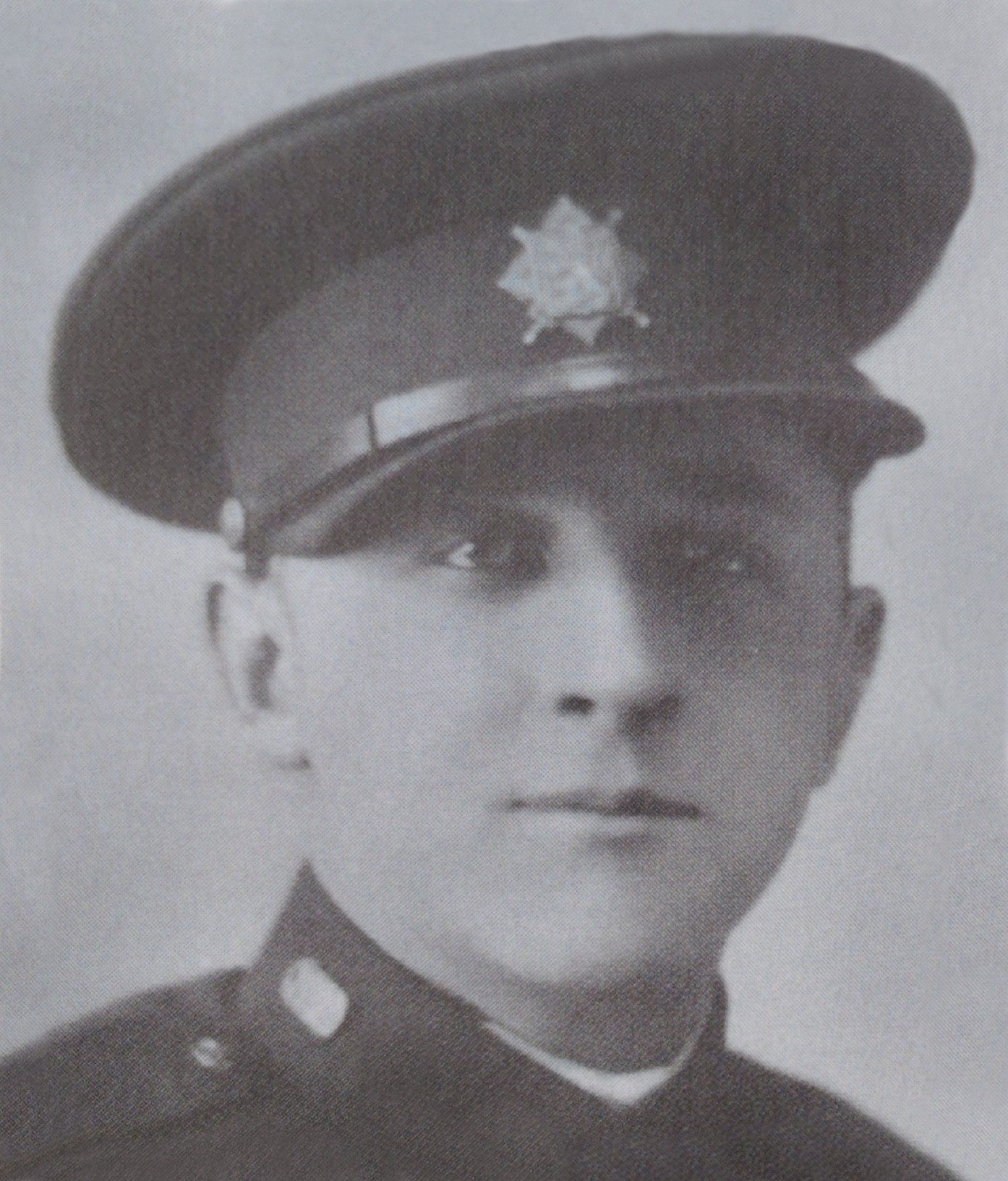
Karel Kábrt
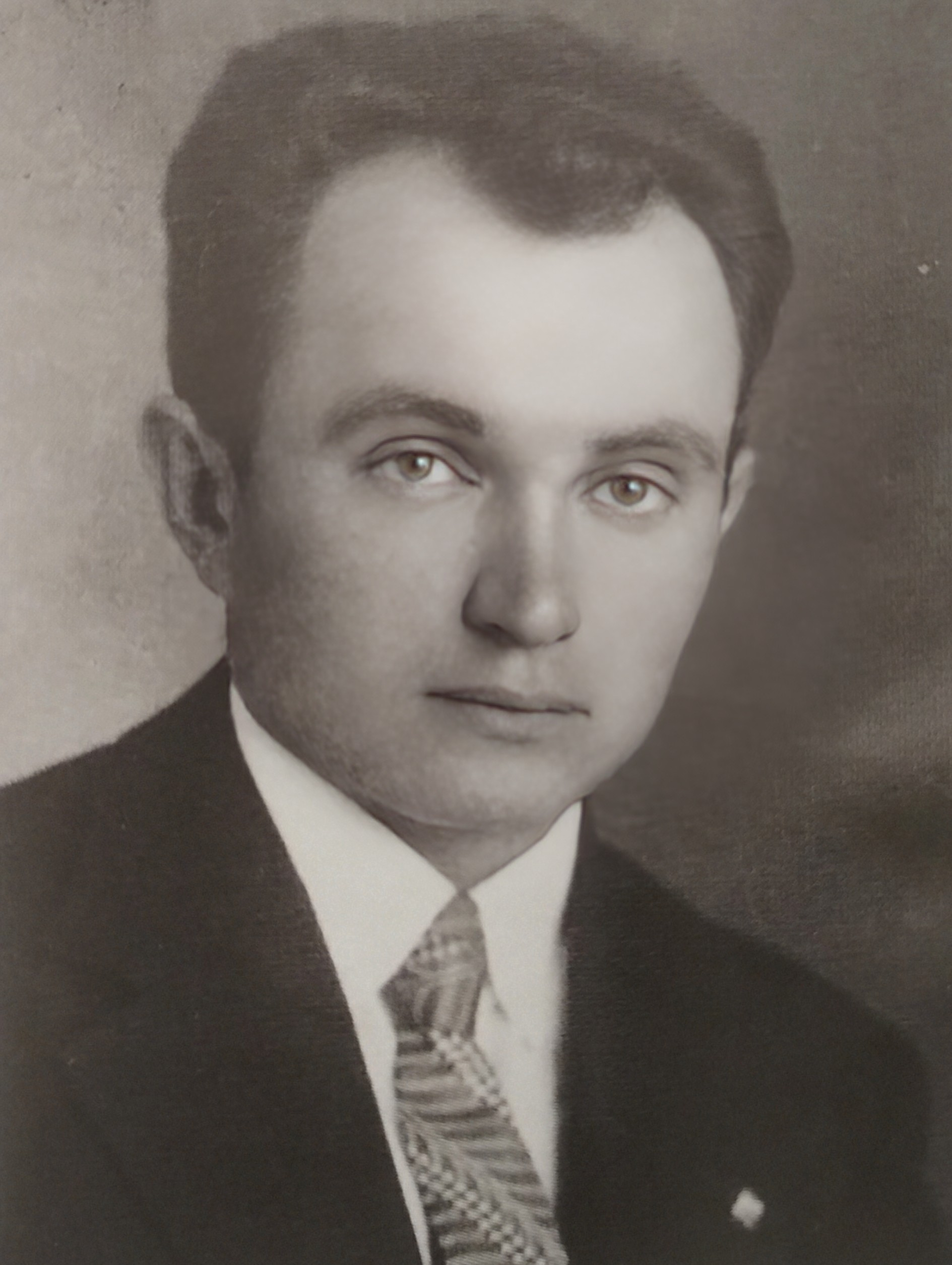
Josef Klikar
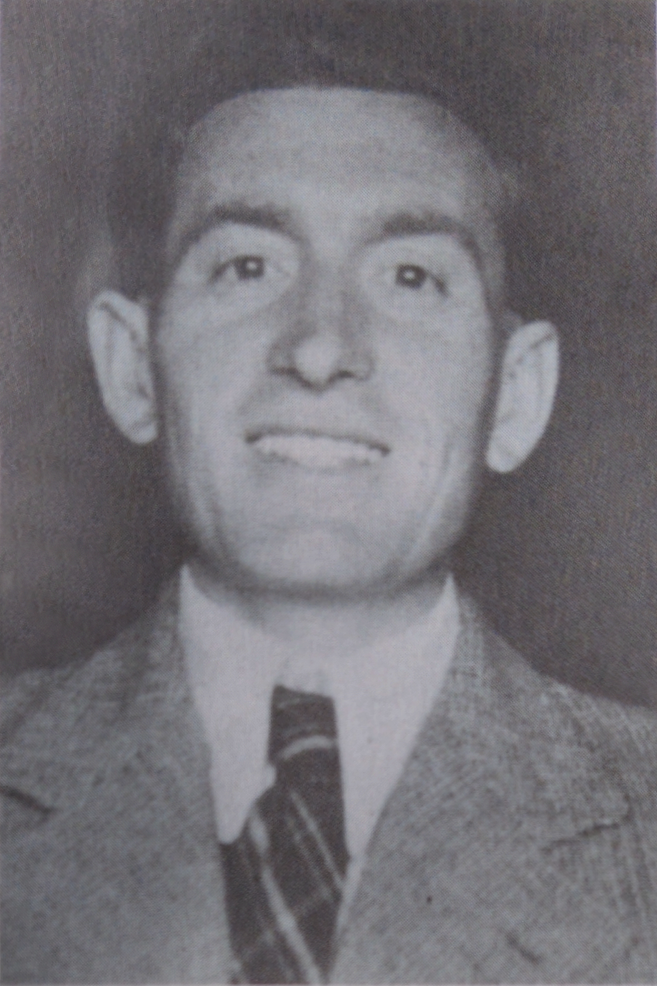
Josef Geisler
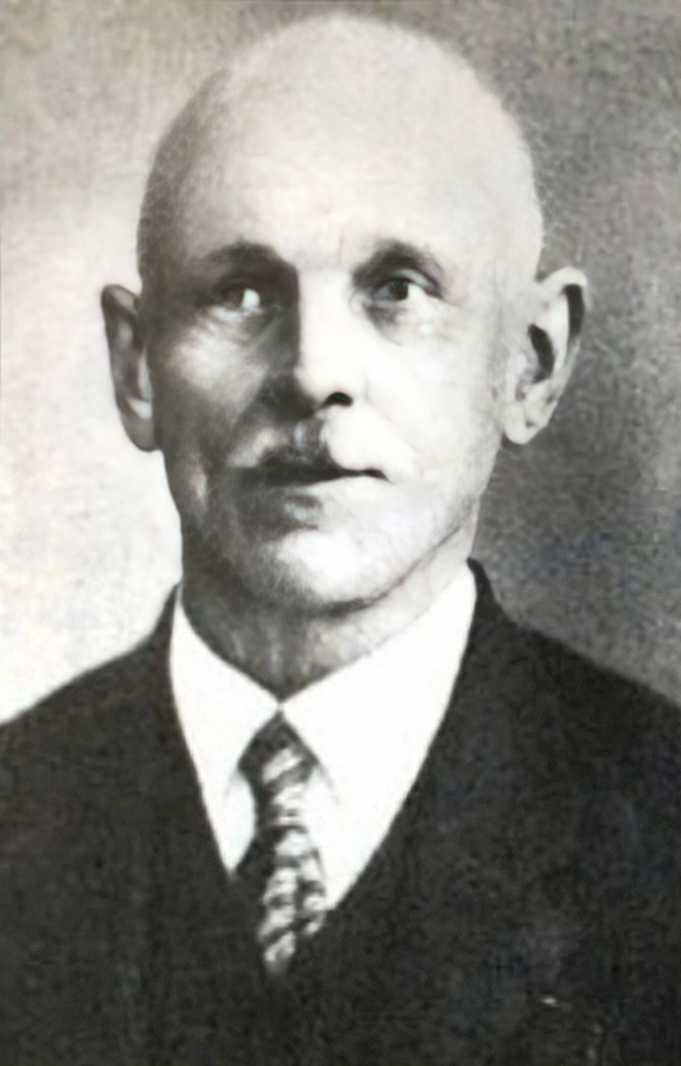
Antonín Burdych st.
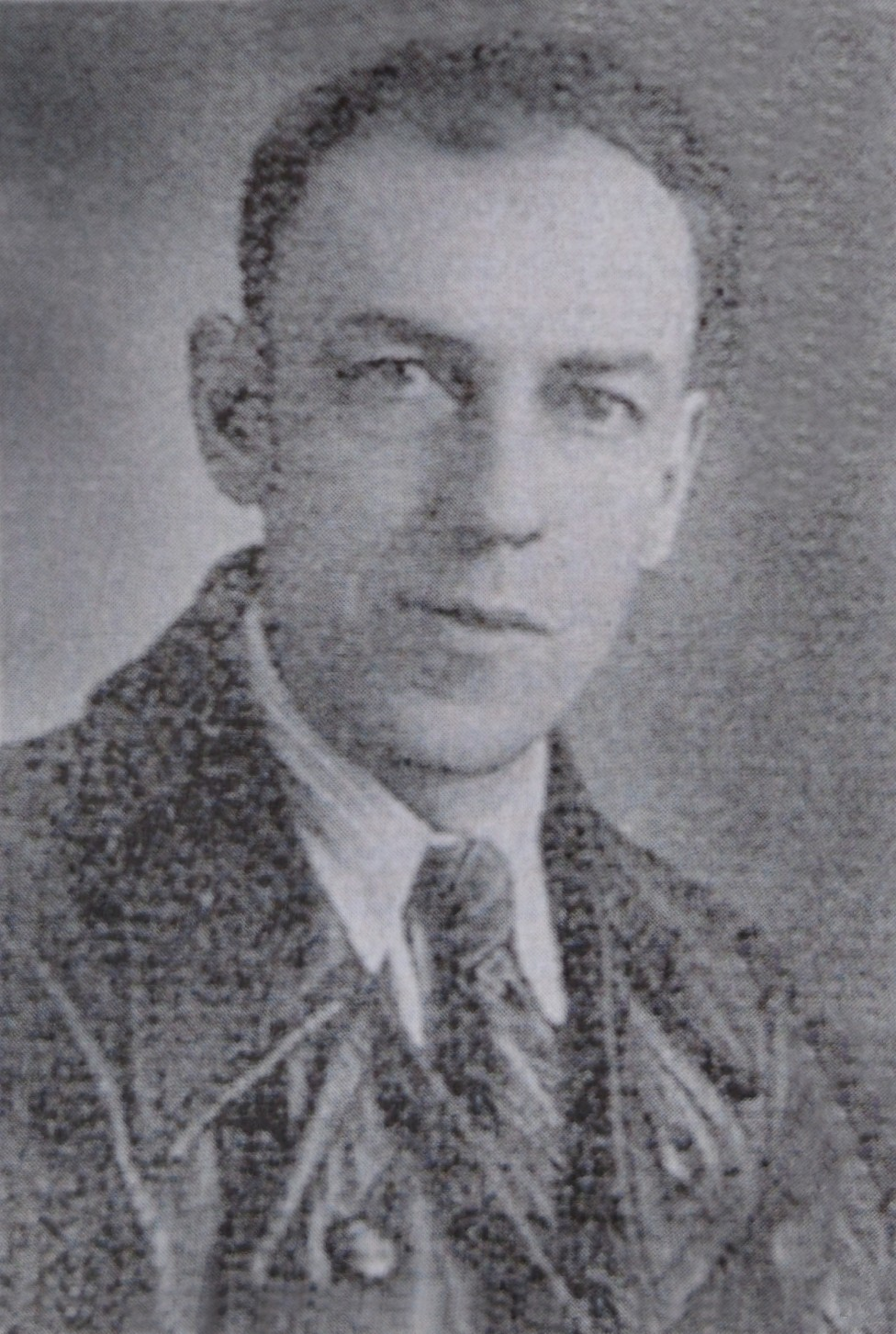
Jaroslav Merta
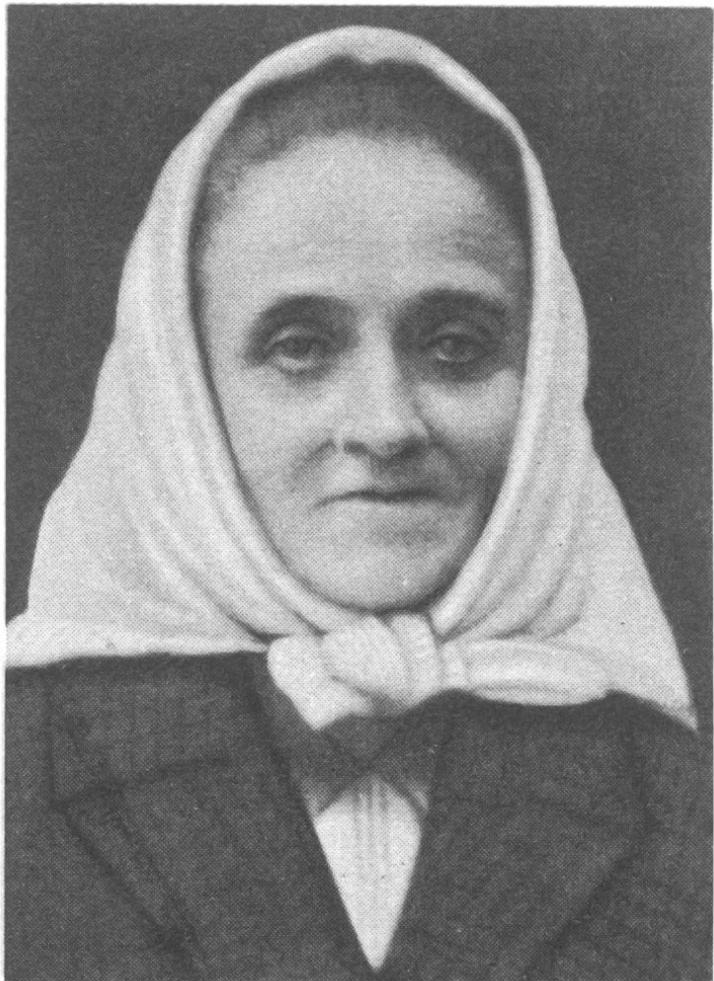
Josefa Burdychová
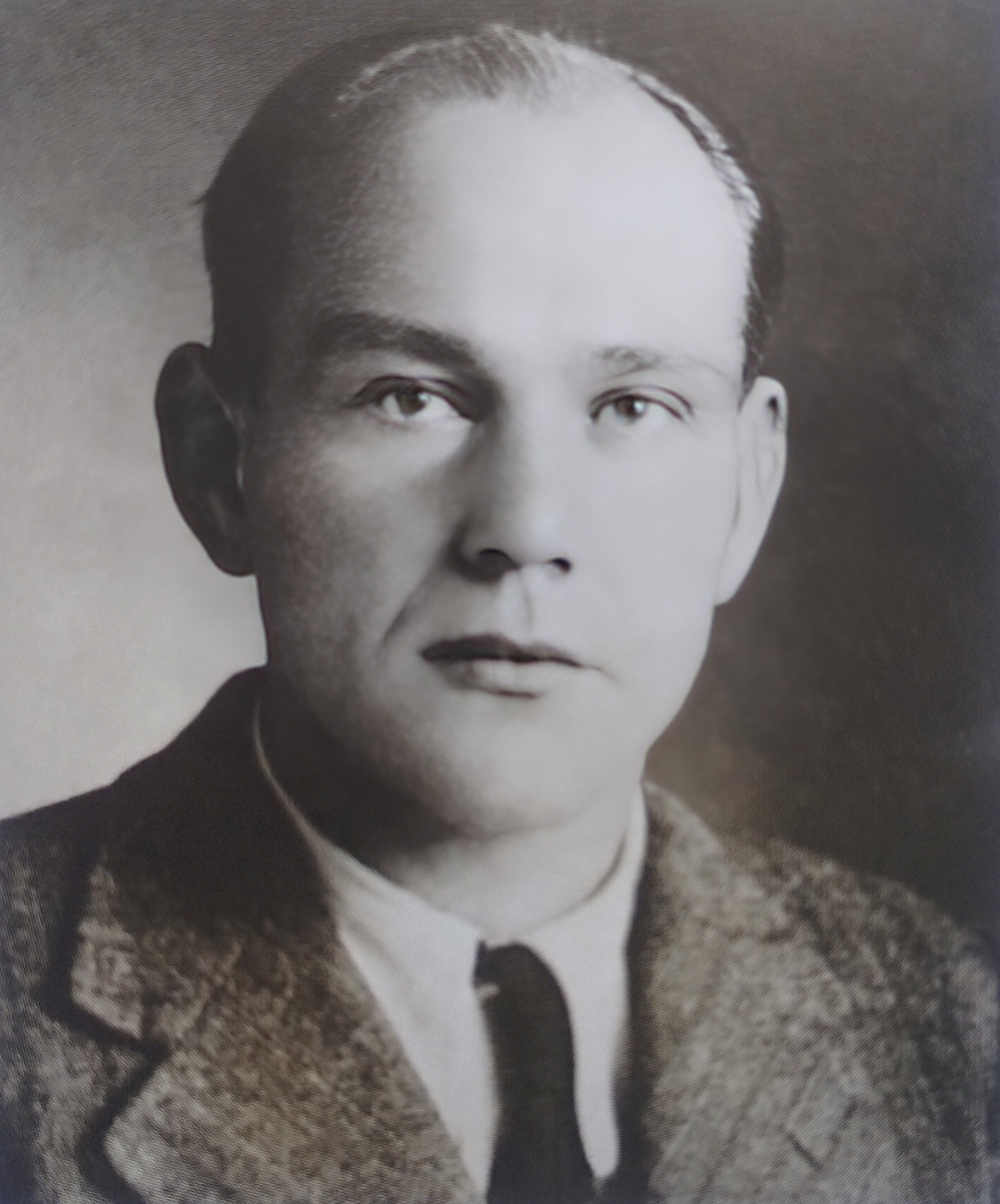
Václav Hejna
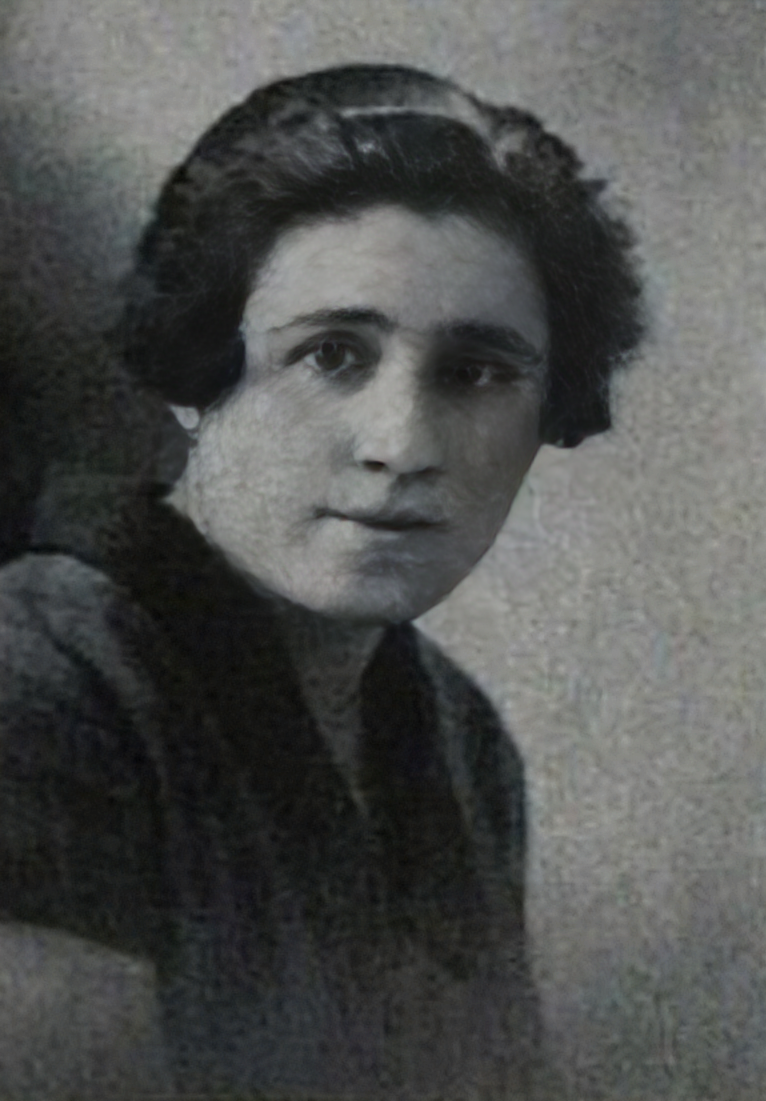
Milada Burdychová
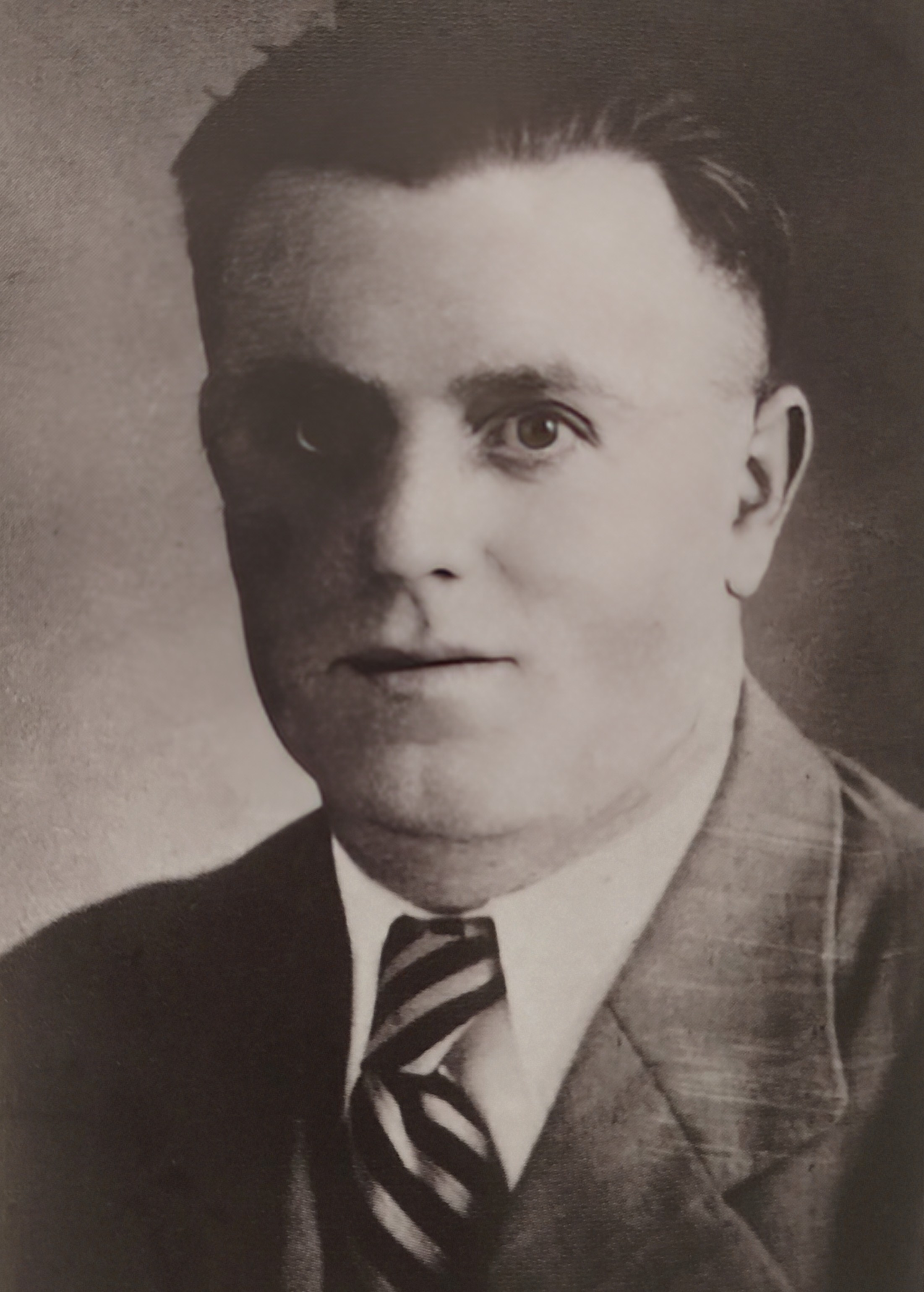
Jaroslav Vokatý
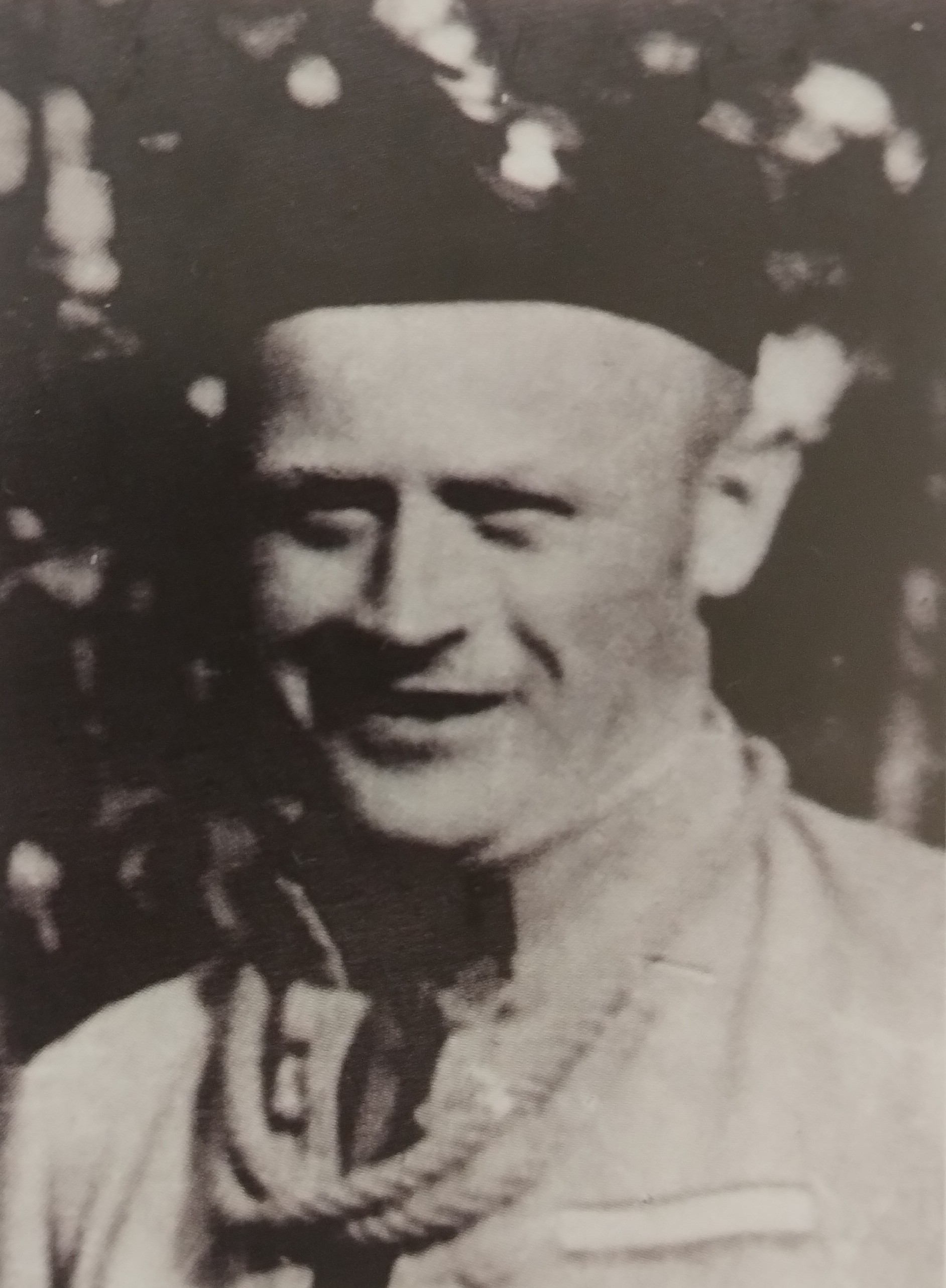
Karel Ježek
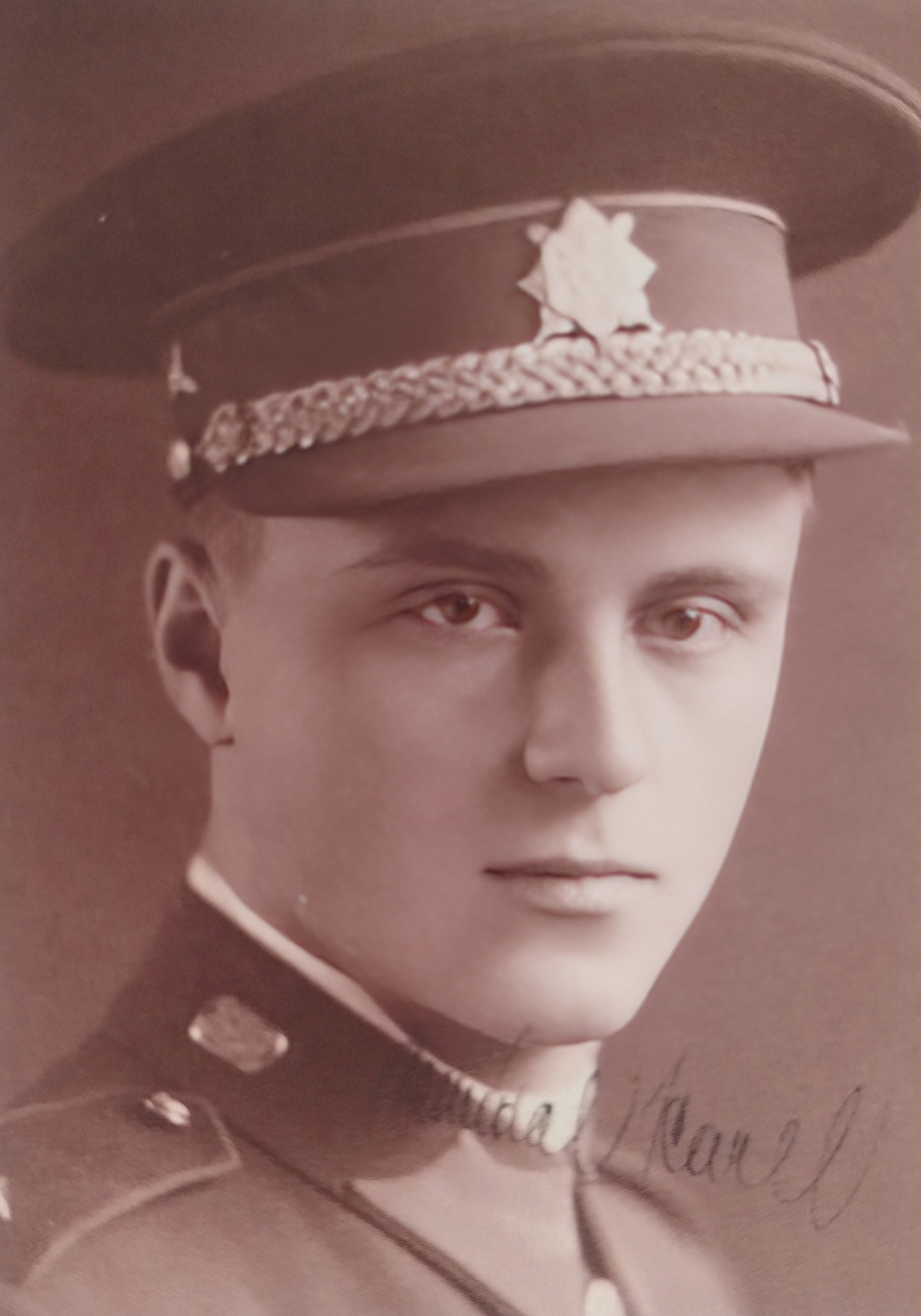
Karel Nesnídal
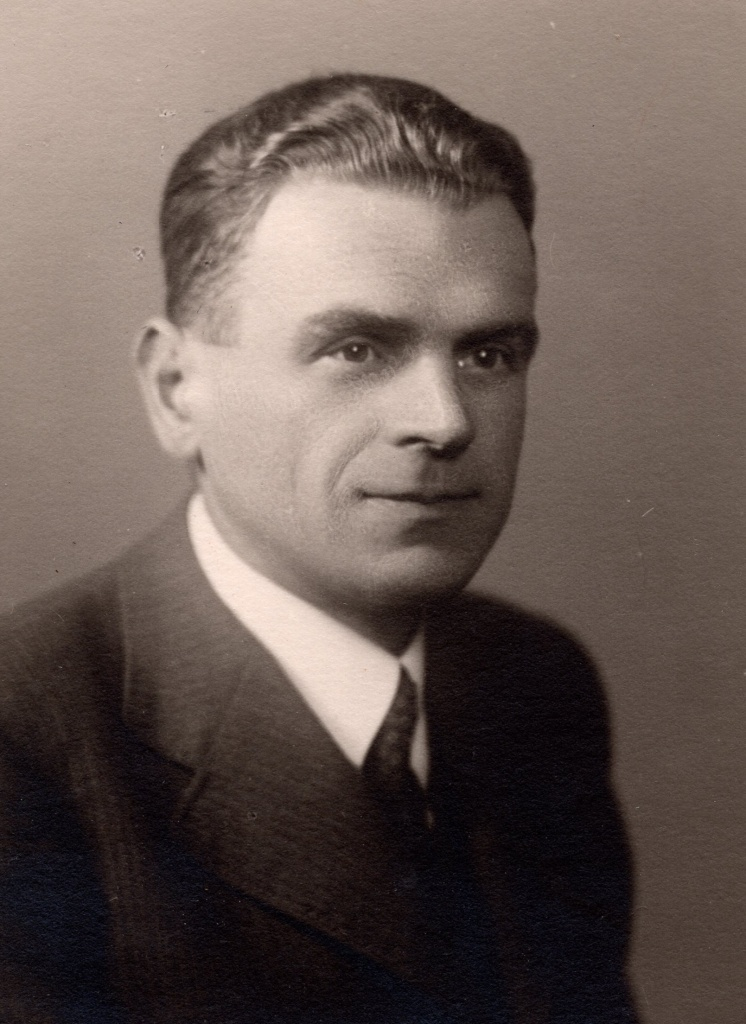
Jaroslav Falta

## Činnost odbojové skupiny
Prvním úkolem pro odbojovou skupinu bylo vyrobit náhradní vysílačku, schopnou komunikovat s odbojem v Londýně, pro případ, že by Libuše přestala fungovat. Vedoucí místního odboje – Schejbal oslovil vytipované osoby k sestavení náhradní vysílačky. Těmi byli Jaroslav Vokatý, radiomechanik Jaroslav Merta a telegrafní dozorce Jan Balatka. Těmto mužům se podařilo zprovoznit náhradní vysílačku, kterou ukryl místní učitel Ladislav Satran na půdě obecné školy na Bohdašíně.
Dalším úkolem bylo vytipování vhodné oblasti na seskok dalších parašutistů, kteří by operovali na našem území. K tomuto úkolu posloužil výborný zeměpisec a místní turista Stanislav Krause.
K dalšímu z úkolů patřilo zajištění úkrytu pro parašutisty. Takové místo našli pánové Kábrt, Hampl a Geisler. Místo se nacházelo u "Idy". Šlo o deset metrů hlubokou šachtu. která byla cca 240 m dlouhá a spojená s ventilátorem. S21B také našla další úkryty, které mohly v případě nouze poskytnout parašutistům ze Silver A. Úkryty však poskytla pouze jednomu a to Potůčkovi a jeho vysílačce Libuši.
Po atentátu na Heydricha bylo místo úkrytu Jiřího Potůčka, člena výsadku Silver A, vyzrazeno. Kvůli extrémním opatřením gestapa, která následovala po atentátu, se musel Potůček urychleně přesunout na jiné místo spolu s vysílačkou Libuší. Na tuto situaci se S21B  již připravila a měla tedy za úkol ochránit parašutistu a najít mu vhodný úkryt i s vysílačkou. Potůček se tedy na začátku června přesouvá do úkrytu na Bohdašíně, odkud v nočních hodinách vysílal do Londýna. Přes den se ukrýval v bytě učitele Satrana. Gestapo však zachytává jeho vysílání a stahuje okruh kolem úkrytu. Pravděpodobně již tou dobou gestapo vědělo, že se Potůček v oblasti Jestřebích hor skrýval, neboť 21. června, tři dny po Potůčkově přestěhování, pátralo v místních lesích a prohledávalo staré šachty. Všem bylo tedy jasné, že Potůček musí odejít, a to co nejrychleji. Satran se svěřil obvodnímu lékaři  Dr. Dvořáčkovi, o kterém si myslel, že mu pomůže. To byla však Satranova osudová chyba. MUDr. Dvořáček tuto zprávu předal gestapu. Mezi tím však Václav Hejna, učitel z místní školy, našel pro Potůčka nový úkryt ve Dvoře Králové. Připravit tento úkryt by však zabralo tři dny a byly by, s ohledem na situaci, obrovské problémy s přesunem. Tak se tedy nabídnul místní rolník Antonín Burdych z nedalekých Končin. I tento úkryt gestapo objevilo a to necelé dva dny poté, co se zde Potůček s Libuší schoval.

### První Červenokostelecká oběť

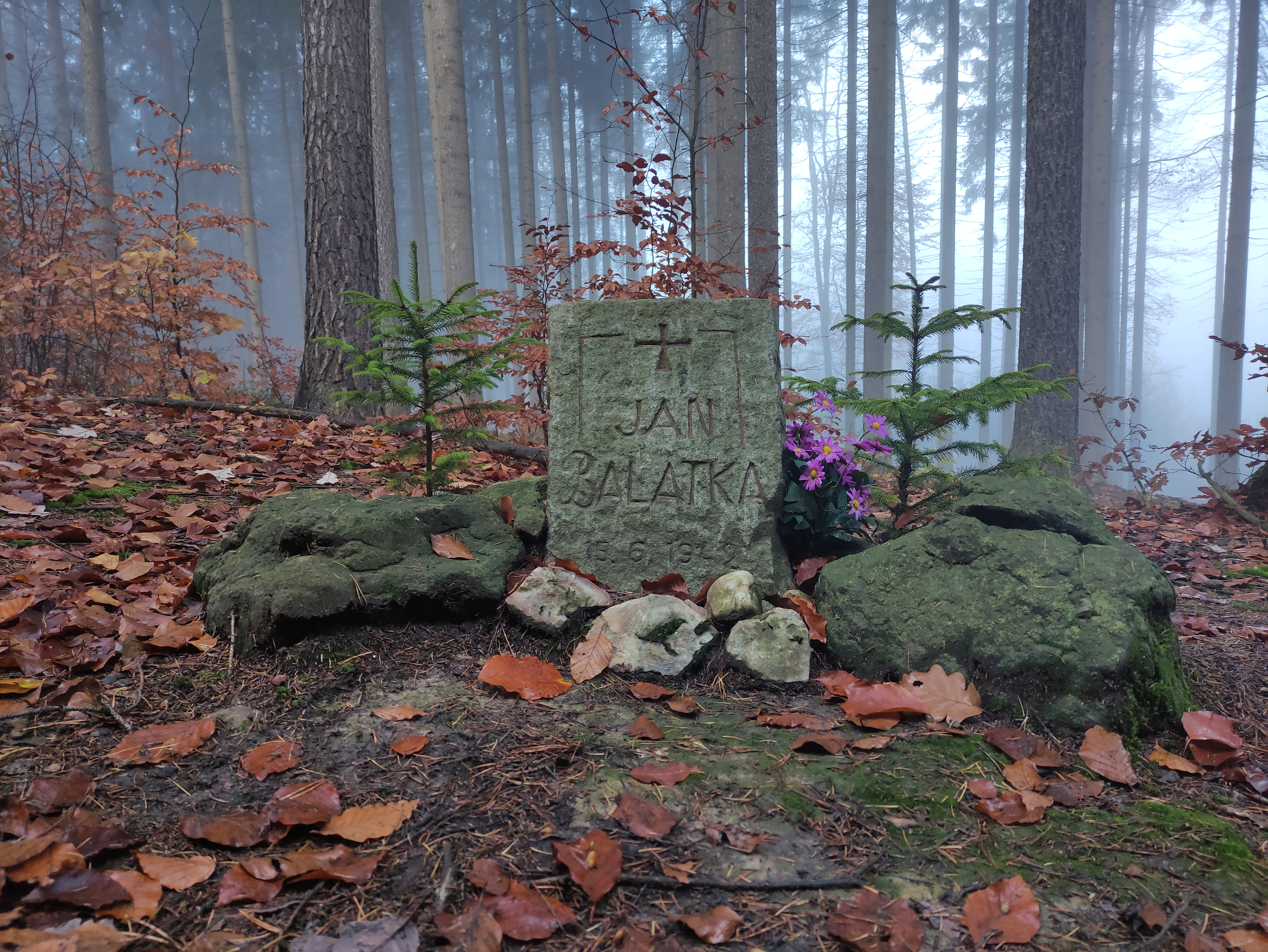
Pomník Jana Balatky, první oběti Červenokosteleckého odboje. Nachází se v lese u Krákorky poblíž Červeného Kostelce

První obětí se stal Jan Balatka, telegrafní dozorce, který hrál důležitou roli při sestavení náhradní vysílačky pro odbojovou skupina Silver A. Při připojování telefonu napojeného na londýnské vysílání na místní poště zůstal nešťastnou náhodou napojený i úpický Němec Wilhelm Stehr. Ihned podal hlášení gestapu, a to rozjelo pátrací akci. Jan Balatka se zdárně ukrýval a S21B se mu snažila najít vhodný úkryt. Gestapo však zajalo Balatkovu manželku a dceru, a vypsalo odměnu 20 000 korun na dopadení Balatky. Ten tento enormní tlak nevydržel. I přes vidinu možného ukončení této situace a zdárného "zmizení", po rozloučení s rodinou dojemným dopisem, který nechal u přátel, si vzal život 15. 6. 1942 v lese u Krákorky poblíž Červeného Kostelce.

### Závěr skupiny a její odkaz
Potůček se sice dostal z obklíčení gestapem, avšak v lese nedaleko Pardubic ho zastřelil český četník Karel Půlpán. Po odhalení Potůčkova úkrytu byla celá rodina Burdychových buď odvezena do Pardubic na zámeček, nebo ihned zastřelena. To se však netýkalo dvou nejmladších synů, kteří byli dáni na výchovu pozůstalé rodině. Ladislava Satrana, i přes připravenou únikovou cestu (která zahrnovala útěk, nebo sebevraždu), dopadlo gestapo. Po mučení prozradil další jména odbojové skupiny S21B. Gestapo si tedy došlo i pro ostatní členy a po mučení je převezlo do Pardubic, kde je popravilo. V přímé souvislosti s Potůčkovým působením ve východních Čechách bylo odsouzeno a popraveno na padesát mužů i žen.
Bohdašín a Končiny mohly skončit vypálením, stejně jako Lidice (ze kterých dokonce ani Libuše nikdy nevysílala), nebo Ležáky. Avšak na přímluvu JUDR. Jana Chudoby, policejního rady, veliteli hradeckého gestapa Alberta Hardtkeho nakonec k vypálení nedošlo.
Po jednom z členů S21B je pojmenována základní škola v Červeném Kostelci, v plném znění, Základní škola Václava Hejny. Místním připomínají tyto události památníky, které se nacházejí na Končinách, Bohdašíně, nebo v lese u Krákorky poblíž Červeného Kostelce.
Dále se v místech, kde působila skupina S21B, jsou umístěny kameny zmizelých, které připomínají perzekvované lidi fašistickým režimem nejen židovského původu. Nacházejí se na Bohdašíně před školou nebo na Končinách před domem Burdychových, kde se Potůček ukrýval.